# Cuauhtémoc Pedregal
Cuauhtémoc Pedregal är en ort i Mexiko.   Den ligger i kommunen Las Choapas och delstaten Veracruz, i den sydöstra delen av landet, 600 km öster om huvudstaden Mexico City. Cuauhtémoc Pedregal ligger 47 meter över havet och antalet invånare är 243.
Terrängen runt Cuauhtémoc Pedregal är huvudsakligen platt, men söderut är den kuperad. Terrängen runt Cuauhtémoc Pedregal sluttar norrut. Runt Cuauhtémoc Pedregal är det ganska glesbefolkat, med 29 invånare per kvadratkilometer. Närmaste större samhälle är Francisco Martínez Gaytán, 15,0 km norr om Cuauhtémoc Pedregal. Omgivningarna runt Cuauhtémoc Pedregal är en mosaik av jordbruksmark och naturlig växtlighet.